# Roman Candles (film fra 1920)
Roman Candles er en amerikansk stumfilm fra 1920 af Jack Pratt.

## Medvirkende
- J. Frank Glendon som John Arnold, Jr.
- Phalba Morgan som Zorra Gamorra
- Edward M. Kimball som John Arnold, Sr.
- Hector V. Sarno
- Sidney D'Albrook
- Jack Pratt som Mendoza
- Mechtilde Price
- Lola Smith
- Bill Conant
- Jack Waltemeyer